# ویلیام هیکی (بازیگر)
ویلیام هیکی (انگلیسی: William Hickey؛ ۱۹ سپتامبر ۱۹۲۷ – ۲۹ ژوئن ۱۹۹۷) هنرپیشه اهل ایالات متحده آمریکا بود. از فیلم‌هایی که وی در آن نقش داشته است، می‌توان به نام گل سرخ، بال‌ها، کابوس قبل از کریسمس، شرف خانواده پریتزی، بهشت آبی من، یک تابستان دیوانه، چراغ‌های روشن، شهر بزرگ، پاریس را فراموش کن و یک مشت باران اشاره کرد.

## مرگ
هیکی  بر اثر آمفیزم و برونشیت درگذشت.